# Vaccinium montis-ericae
Vaccinium montis-ericae är en ljungväxtart som beskrevs av Slettm. Vaccinium montis-ericae ingår i Blåbärssläktet, och familjen ljungväxter. Inga underarter finns listade i Catalogue of Life.